# Artaxias al II-lea al Iberiei
Arshak al II-lea de Iberia, cunoscut și sub numele de Artaxias al II-lea de Iberia, sau Arsuk (d. 1 d.Hr.), rege al dinastiei Nimrodid, rege al Iberiei (Georgia actuală) din 20 î.Hr. până în 1 d.Hr.
Potrivit unei relatări legendare din analele medievale georgiene, el era un descendent al lui Nimrod și Parnavaz prin tatăl său, Mirian II, și a fost membru al dinastiei Arshakuniani prin mama sa. Arsuk trebuie să se ocupe de întoarcerea prințului exilat Pharnabazid Aderki (fiul lui Kartam, fiul adoptiv al lui Bratman). Într-o bătălie care a urmat între cei doi, Aderki a ieșit învingător și a devenit rege.